# Manuel Sanguily
Manuel Gustave Sanguily Betancourt (* 7. Februar 1933 in Havanna; † 15. November 2022 in New York, Vereinigte Staaten) war ein kubanischer Schwimmer und Arzt.

## Leben
Sanguily war 1952 und 1956 zweifacher Olympiateilnehmer. Bei seinem Debüt bei den Olympischen Sommerspielen 1952 in Helsinki wurde er über 200 Meter Brust in seinem Vorlauf Fünfter und verfehlte die Qualifikation für das Halbfinale. Vier Jahre später bei den Sommerspielen in Melbourne war er bei der Eröffnungsfeier Fahnenträger der kubanischen Mannschaft. Im Wettkampf über 200 Meter Brust erreichte er knapp das Finale, wo er in den Kampf um die Medaillen nicht eingreifen konnte und am Ende Siebter wurde. Darüber hinaus gewann Sanguily bei den Panamerikanischen Spielen 1955 über 200 Meter Brust Silber und 1959 über die gleiche Distanz Bronze. Des Weiteren konnte er bei den Zentralamerika- und Karibikspielen 1954 über 200 Meter Brust die Gold und über 200 m Schmetterling Silber gewinnen.
Sanguily wanderte später in die Vereinigten Staaten aus, wo er an der Ohio State University Medizin studierte und in der Folge in Tarrytown, New York als Arzt für Allgemeinmedizin tätig war.
Im August 2010 wurde der damals 77-jährige Sanguily wegen Rezeptbetrugs in großem Stil zu einer 30-monatigen Haftstrafe verurteilt. Zuvor hatte er zugegeben, mehr als 2000 Verschreibungen von Muskelwachstumspräparaten für Patienten ausgestellt zu haben, von denen er keinen Einzigen persönlich getroffen hatte. Dabei hatte er mit dem Betreiber der Vertriebsfirma der entsprechenden Präparate zusammengearbeitet und über 50.000 US-Dollar eingenommen.
Manuel Sanguily verstarb am 15. November 2022 an den Folgen einer SARS-CoV-2-Infektion.